# Orientalism
Orientalism (av "oriental"), inflytande av orientaliska språk på inhemskt språk; men förr ett efterliknande i västerlandet av Orientens kultur och föreställningsvärld, eller orientaliskt präglade estetiska ideal. I akademiska sammanhang kunde "orientalist" tidigare avse någon som forskade på Asiens, i första hand Mellanösterns, språk, historia eller kultur, men har allt sedan begreppet "Orienten" kritiserats, ersatts med andra benämningar ("iranist", "arabist", "islamolog" etc.).
Ordet Orienten uppstod som kontrast till Occidenten, västerlandet. Med "orientalism" i kulturhistorien avses den estetiska strömning som följde med den ostindiska handeln och den efterföljande europeiska kolonialismen samt mötet med Osmanska riket. Intresset för det orientaliska var mycket stort, men hade också politiska motiv och förutsättningar. Upptäckten av Rosettastenen 1799 under Napoleonkrigen, ledde till ett omfattande intresse för hieroglyfer, som dock aldrig blev en större strömning i Sverige, och så inte heller intresset för Indien; den första avhandlingen i Sverige om sanskrit är från 1810 men den kan skönjas i verk av Atterbom. Med den orientaliska handeln kom porslin, siden och annan asiatisk konst till Europa, men även opium. Inom arkitekturen visar sig orientalismen till exempel i Kina slott.
Mot denna polarisering av orient och occident argumenterar Edward W. Said i boken Orientalism (1978) för att detta begrepp är en felaktig kolonialistisk konstruktion, som skapats av västvärlden. Det har alltid funnits ett kulturellt utbyte, menar Said, och därtill upprätthåller begreppet alienerande schablonuppfattningar. Boken har senare i magasinet Axess kritiserats för att innehålla fakta- och metodfel.